# MX Machine
MX Machine ist eine US-amerikanische Thrash-Metal-Band aus Los Angeles, Kalifornien, die im Jahr 1985 gegründet wurde, sich 1989 wieder auflöste und 2007 wieder zusammenfand.

## Geschichte
Die Band wurde im Jahr 1985 von dem Bassisten Diego Negrete, dem Sänger Lee Kaiser, dem Gitarristen Mitch Rellas und dem Schlagzeuger Sam Monarez gegründet. Monarez wurde kurz darauf durch Danny Anaya, vorher bei Abattoir tätig, ersetzt. Danach wurde das erste Demo Fatal Mistake unter der Leitung des Produzenten Bill Metoyer aufgenommen, was zu einem Vertrag mit Restless Records im Jahr 1987 führte.
Im Jahr 1988 folgte die Veröffentlichung des Debütalbums Manic Panic. Das Lied Psychotic Killing Machine war auf dem Soundtrack zu dem Film Leatherface: Texas Chainsaw Massacre III verwendet, Kick You in the Face wurde für Under the Boardwalk verwendet. Nach einer Tour begannen 1989 die Arbeiten zu einem zweiten Album, jedoch trennte sich die Plattenfirma noch im selben Jahr von der Band, so dass das Album nicht veröffentlicht wurde und MX Machine sich noch im selben Jahr auflösten.
Im Jahr 2007 belebte Negrete zusammen mit den Gitarristen Larry Arrieta, Kristen Meyers und dem Schlagzeuger Joe Montelongo (EvilDead) die Band wieder. Negrete war nun nicht nur Bassist, sondern auch Sänger der Band. Es folgten weitere Besetzungswechsel sowie Auftritte mit Bands wie Saxon, Helmet, Accept, Agent Steel, (hed)p.e., Winger und Y&T. Im Jahr 2011 begab sich die Band mit dem Produzenten Bill Metoyer ins Studio, um die EP Devils Highway aufzunehmen.

## Stil
Die Band spielt gewöhnlichen Thrash Metal, wobei auch teilweise Elemente aus dem klassischen Heavy Metal verwendet werden.

## Diskografie
- 1988: Manic Panic (Album, Restless Records)
- 2011: Dogtown (Single, Candlepower Records)
- 2012: Devils Highway (EP, Eigenveröffentlichung)